# I. e. 8. évezred
| Évezredek i.e. | 10. | 9. | 8. | 7. | 6. | 5. | 4. | 3. | 2. | 1. | Időszámítás kezdete | 1. | 2. | 3. | 4. | 5. | 6. | 7. | 8. | 9. | 10. | Évezredek i.sz. |

## Események
- a pásztorkodás és a földművelés terjedése a mai Ázsiában és Európában (Balkán)
- i. e. 7000 körül az Indus-völgyi civilizáció kialakulása

## Találmányok, felfedezések
- burgonya és bab termesztésének kezdete Dél-Amerikában
- rizstermesztés kezdete Kelet-Ázsiában
- a macska háziasítása Egyiptomban